# Norra Bastuträsket
Norra Bastuträsket är en sjö i Skellefteå kommun i Västerbotten och ingår i Kågeälvens huvudavrinningsområde. Sjön har en area på 0,228 kvadratkilometer och ligger 130,1 meter över havet. Sjön avvattnas av vattendraget Martinsbäcken. Vid provfiske har abborre, gädda och mört fångats i sjön.

## Delavrinningsområde
Norra Bastuträsket ingår i det delavrinningsområde (721328-173130) som SMHI kallar för Utloppet av Norra Bastuträsket. Medelhöjden är 164 meter över havet och ytan är 8,76 kvadratkilometer. Det finns inga avrinningsområden uppströms utan avrinningsområdet är högsta punkten. Martinsbäcken som avvattnar avrinningsområdet har biflödesordning 2, vilket innebär att vattnet flödar genom totalt 2 vattendrag innan det når havet efter 25 kilometer. Avrinningsområdet består mestadels av skog (58 procent) och sankmarker (19 procent). Avrinningsområdet har 0,23 kvadratkilometer vattenytor vilket ger det en sjöprocent på 2,6 procent.